# Alte Handelsbörse (Leipzig)
Die Alte Handelsbörse ist Leipzigs ältestes Versammlungsgebäude der Kaufmannschaft und das älteste Barockbauwerk der Stadt.

## Erbauung
Den entscheidenden Beschluss des Stadtrates zum Bau gab es am 6. Mai 1678. Die Initiative ging von 30 Großkaufleuten aus, nachdem es laut der Leipzigischen Chronik von Johann Jakob Vogel anhaltende Kritik von italienischen und flandrischen Kaufleuten gab – denn es war 1666 während der Messe auf dem städtischen Marktplatz vor der Waage ein hölzerner Stand aufgebaut worden, „unter welchem die Handels-Leute im Trocknen stehen.“ Die Fernhandelskaufleute waren andere Börsen gewohnt, die in Aussehen und Ausstattung der Bedeutung ihrer Geschäfte entsprachen. Die Leipziger Kaufleute empfanden daher ihre heimischen Verhältnisse immer beschämender und handelten.
Außerdem war es zur Tradition geworden, sich zum Abschluss großer Geschäfte in einem neutralen Raum zu treffen und diese zu besiegeln. Deshalb wurde noch im selben Monat, am 30. Mai, mit dem Bau auf dem Naschmarkt begonnen.
Der Entwurf der Alten Börse weist in vielen Details Parallelen zum Palais im Großen Garten und dem Lusthaus im Italienischen Garten in Dresden auf.
Der Entwurf des Gebäudes stammt wahrscheinlich von Johann Georg Starcke, dem Oberlandbaumeister des Oberbauamtes am Hofes Johann Georg II. in Dresden. Zur Gestaltung des Innenraumes wurden offenbar keine Entwürfe beauftragt. An der Ausführung des Gebäudes waren neben dem Leipziger Ratsmaurermeister Christian Richter unter anderem die Steinmetze Andreas Junghans aus Rochlitz, Hans Caspar Beck aus Laucha und Melchior Bock aus Zeitz sowie der Zimmerermeister Christian Schmied beteiligt. Bereits 1679 wurde das im Rohbau fertiggestellte Gebäude erstmals in Benutzung genommen. Vollständig fertiggestellt wurde die Alte Handelsbörse jedoch erst im Jahre 1687, nachdem die Stuckdecke durch Giovanni Simonetti und die sieben allegorischen Deckengemälde durch Johann Heinrich am Ende vollendet waren.
Der Zusatz „Alte“ Handelsbörse wurde erst ab 1886 notwendig, als am Tröndlinring die Neue Börse eingeweiht wurde.

## Architektur

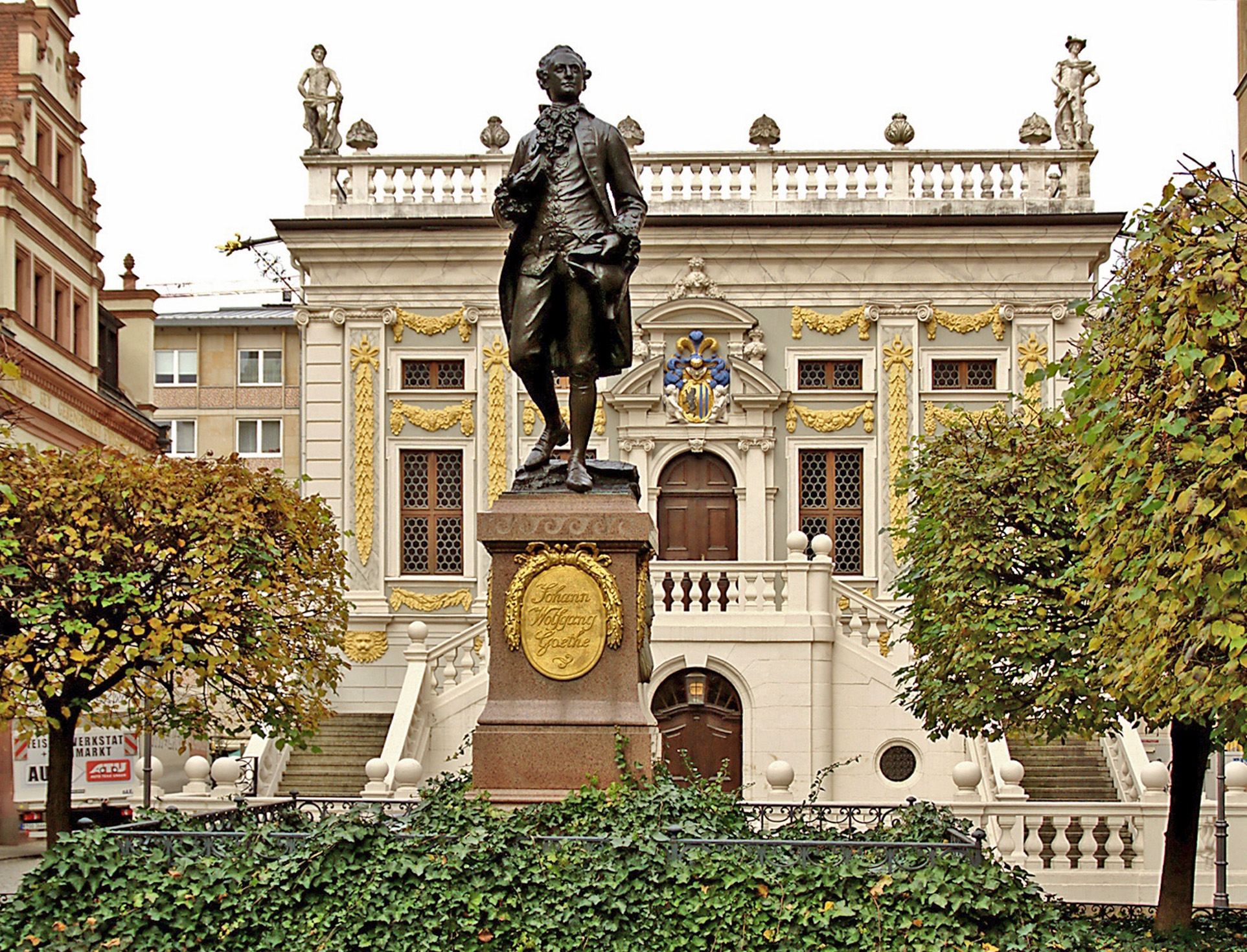
Goethe-Statue vor der Alten Börse

Oberhalb der zweiarmigen Treppenanlage halten zwei geflügelte Putten das prunkvolle Leipziger Stadtwappen. Während die obere Etage als Börsensaal genutzt wurde, vermietete man das Erdgeschoss an Kaufleute. Die Fassaden des freistehenden Gebäudes sind auf allen Seiten gleichmäßig mit hochrechteckigen und darüber niedrig querrechteckigen Fenstern versehen. Die Alte Handelsbörse vereint damit Elemente des niederländischen ebenso wie des italienischen Barocks, was sie zu einem ganz besonderen Schmuckstück der Leipziger Baukunst macht.

## Nutzung, Zerstörung, Wiederaufbau
Die im Erdgeschoss befindlichen Gewölbe wurden an Kaufleute vermietet. Der für Börsenversammlungen errichtete Saal im Obergeschoss diente außerhalb der Messen als Redoutensaal und wurde zum Abhalten von Auktionen genutzt.
Nach dem Ende der Befreiungskriege und der Wiedereröffnung der Börse wurde 1816 ein Umbau und eine Erweiterung des Gebäudes nach Entwürfen des Leipziger Baudirektors Johann Carl Friedrich Dauthe und des Karlsruher Baudirektors Friedrich Weinbrenner vorgenommen. Mit dem Wachstum des Messeaufkommens in der zweiten Hälfte des 19. Jahrhunderts wurde der Bau der Neuen Börse beschlossen.
Nach 1887 diente der Börsensaal als Sitzungslokal für die Stadtverordneten. Zwischen 1905 und 1907 wurde der 1816 errichtete Vorbau niedergelegt und die ursprüngliche Gestalt des Gebäudes mit Vorplatz wiederhergestellt.

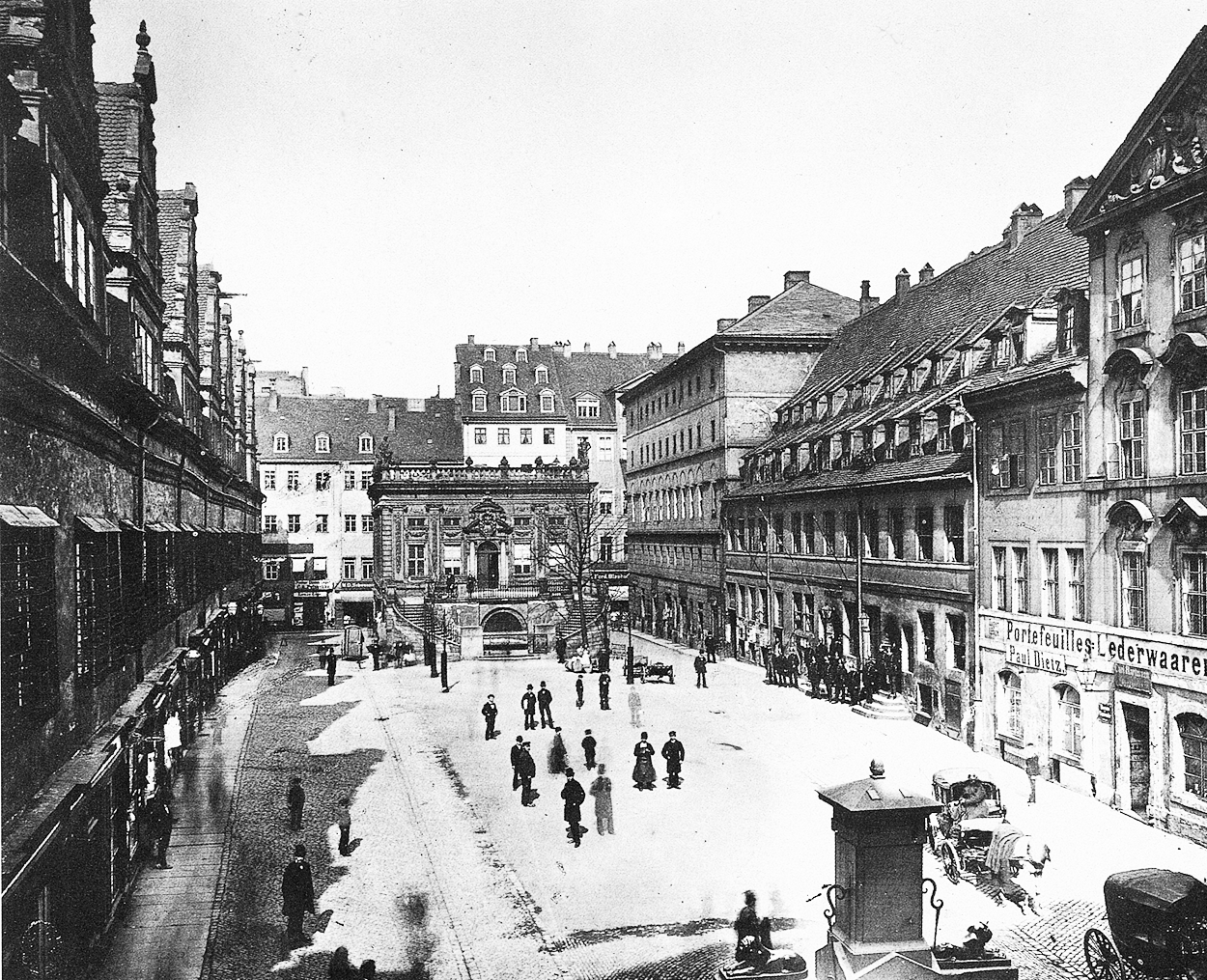
Die Alte Handelsbörse auf dem Naschmarkt (um 1880)

Im Zweiten Weltkrieg brannte die Alte Handelsbörse vollständig aus, was zum unwiederbringlichen Verlust der wertvollen Stuckdecke und der Deckengemälde führte. Das 1943 zerstörte Gebäude wurde durch ein Notdach gesichert. Ab 1955 begannen die Arbeiten zur Wiederherstellung. Diese wurden 1962 abgeschlossen. Der ehemalige Börsensaal wird seitdem für kulturelle Veranstaltungen wie Lesungen, Konzerte und Ausstellungen genutzt.
Zwischen 1992 und 1995 wurden die Fassade und der Innenraum umfassend saniert. Dabei wurde großer Wert auf die originalgetreue Farbgebung der Fassade und die Fensterverglasung im Stil des 17. Jahrhunderts gelegt.
Der Anstrich der Treppenanlage wurde 2020 erneuert.